# Institut for Energiteknik
Institut for Energiteknik  er et institut under Det Ingeniør- og Naturvidenskabelige Fakultet på Aalborg Universitet, der varetager undervisning og forskning i blandt andet bæredygtig energi, energiteknik, intelligente systemer, robotter, automation og elektriske maskiner. 
Instituttet ledes af en institutleder.

## Uddannelser
- Energi
- Applied Industrial Electronics
- Bæredygtig Energiteknik, diplomingeniør
- Energy Engineering
- Sustainable Energy Engineering
- Advanced Power Electronics
- Intelligent Reliable Systems

## Ekstern henvisning
- Hjemmeside